# Власенко Олексій Сидорович
Олексі́й Си́дорович Вла́сенко (нар. 1914 — пом. 19 жовтня 1943) — радянський військовик часів Другої світової війни, заступник командира стрілецького батальйону зі стройової частини 149-го гвардійського стрілецького полку 49-ї гвардійської стрілецької дивізії (44-а армія, Південний фронт), гвардії старший лейтенант. Герой Радянського Союзу (1943).

## Життєпис
Народився 1914 року в містечку Валегоцулівка, волосному центрі Ананьївського повіту Херсонської губернії (нині — село Долинське Ананьївського району Одеської області) в родині робітника. Українець. Здобув неповну середню освіту.
До лав РСЧА призваний Валегоцулівським РВК у 1935 році. Закінчив полкову школу молодших командирів і військове піхотне училище. Брав участь у приєднання Бессарабії до складу СРСР в 1940 році.
Учасник німецько-радянської війни з серпня 1941 року. Воював на Південно-Західному, Степовому і Південному фронтах.
Особливо відзначився під час визволення Запорізької області. На рубежі колонія Ново-Мунталь — Зелений Гай ворог створив глибоко ешелоновану оборону, що складалась з протитанкового рову, шести рядів траншей, дротових загороджень, мінних полів і була щільно насичена вогневими засобами. 2 жовтня 1943 року під час наступу стрілецького батальйону на Ново-Мунталь, супротивник силами до двох батальйонів при підтримці 25 танків контратакував радянські війська, внаслідок чого наступ було призупинено. Старший лейтенант О. С. Власенко під щільним вогнем супротивника вміло розташував вогневі засоби, викотив 2 протитанкові гармати на пряму наводку й влучними залпами 2 передових танки ворога були підбиті, а решта повернули назад. Ворожу контратаку було зупинено, при цьому супротивник втратив понад 50 солдатів і офіцерів. 19 жовтня супротивник переважаючими силами здійснив контратаку на позиції стрілецького батальйону. Вміло організувавши оборону, гвардії старший лейтенант О. С. Власенко відважно керував обороною, особистим прикладом надихаючи бійців. В критичний момент бою, коли вибула зі строю обслуга станкового кулемета, він сам ліг за кулемет і вів нищівний вогонь по ворогу, навіть будучи пораненим. Загинув у цьому бою.
Похований за 900 метрів східніше колонії Розенталь Токмацького (нині — Михайлівського) району Запорізької області.

## Нагороди
Указом Президії Верховної Ради СРСР від 1 листопада 1943 року за зразкове виконання бойових завдань командування на фронті боротьби з фашистськими загарбниками та виявлені при цьому відвагу і героїзм, гвардії старшому лейтенантові Власенку Олексію Сидоровичу присвоєне звання Героя Радянського Союзу (посмертно).